# Хокотепек
Хокотепек (исп. Jocotepec) — малый город в Мексике, в штате Халиско, входит в состав одноимённого муниципалитета и является его административным центром. Численность населения, по данным переписи 2020 года, составила 20 286 человек.

## Общие сведения
Название Jocotepec с языка науатль можно перевести как: место цитрусовых или кислых фруктов.
Поселение было основано в 1520 году жителями близлежащей деревни Куцалан (ныне Сан-Хуан-Косала), которые просили об этом своего вождя Цакуако.
В 1524 году регион был покорён конкистадорами во главе с Алонсо де Авалосом, а поселение было включено в провинцию Авалос.
13 марта 1832 года поселение получило статус вильи.
Хокотепек расположен в 60 км к югу от столицы штата, города Гвадалахара, на берегу озера Чапала, на слиянии федеральных трасс 15 и 23.